# Grand Prix automobile des États-Unis 2019
GP précédent GP suivant
Le Grand Prix automobile des États-Unis 2019 (Formula 1 United States Grand Prix 2019) disputé le 3 novembre 2019 sur le circuit des Amériques, est la 1 016e épreuve du championnat du monde de Formule 1 courue depuis 1950. Il s'agit de la 44e édition du Grand Prix des États-Unis et de la trente-sixième comptant pour le championnat du monde de Formule 1. Ce huitième Grand Prix disputé sur ce circuit situé à Austin (Texas) est la dix-neuvième manche du championnat 2019.
Valtteri Bottas met un terme à la série de six pole positions consécutives des Ferrari et permet à son écurie de rester invaincue en qualifications à Austin depuis le début de l'ère des moteurs turbo hybrides en 2014. En battant le record du circuit à 215,658 km/h de moyenne, il réalise la onzième pole position de sa carrière en devançant de 12 millièmes de seconde Sebastian Vettel qui l'accompagne en première ligne. Max Verstappen, troisième à 67 millièmes de seconde, partage la deuxième ligne avec Charles Leclerc. Lewis Hamilton, qui n'a besoin que d'une huitième place en cas de victoire de Bottas pour remporter un sixième titre mondial, part de la troisième ligne, devant Alexander Albon ; ils sont suivis par les McLaren de Carlos Sainz Jr. et Lando Norris. La cinquième ligne est composée de Daniel Ricciardo et Pierre Gasly. 
Au terme des cinquante-six tours du circuit des Amériques, Lewis Hamilton remporte son sixième titre de champion du monde et Mercedes Grand Prix obtient son sixième « double-titre » consécutif (championnat des pilotes et championnat des constructeurs) et son neuvième doublé de la saison grâce à la victoire de Valtteri Bottas devant Hamilton, qui dépasse Juan Manuel Fangio au palmarès, à un sacre du record détenu, depuis 2004, par Michael Schumacher. 
Parti de la pole position, Bottas passe le premier virage en tête tandis que Sebastian Vettel commence à perdre des places, victime d'une défaillance de sa suspension arrière qui casse au septième tour et provoque son abandon. Max Verstappen, sur une stratégie à deux arrêts, emprunte la voie des stands au treizième tour, ce qui contraint Bottas à faire de même dans la boucle suivante ; Hamilton prend dès lors, la tête. Leclerc, aussi sur deux arrêts, rentre au stand au vingtième tour. Comme au Mexique une semaine plus tôt, la course de Hamilton se joue sur un seul arrêt, au vingt-quatrième tour ; il repart en gommes dures. Bottas chausse des pneus medium à la fin de sa trente-cinquième boucle, reprend la piste avec treize secondes de retard sur son coéquipier ; il fond sur lui et le dépasse à quatre boucles de l'arrivée, après une première attaque au tour précédent où Hamilton s'est farouchement défendu. Ayant observé un second arrêt pour repartir en pneus medium au trente-troisième tour, Verstappen, revenu sur Hamilton en fin de course, ne parvient pas à le dépasser et termine troisième. 
Les Ferrari ne sont pas dans le coup et absentes du podium pour la première fois depuis le 12 mai au Grand Prix d'Espagne ; Charles Leclerc mène une course anonyme au quatrième rang et ne se distingue qu'en chaussant des gommes tendres, au quarante-deuxième tour, pour obtenir le point bonus du meilleur tour en course. Victime d'un accrochage avec Carlos Sainz Jr. au premier virage, Alexander Albon, dernier après deux tours, effectue de nombreux dépassements et se classe cinquième ; il est élu « pilote du jour ». Daniel Ricciardo se fraye un chemin jusqu'au sixième rang en résistant en fin de course aux assauts de Lando Norris qui termine dans ses échappements. À un tour du vainqueur, Carlos Sainz prend la huitième place devant Nico Hülkenberg et Sergio Pérez pourtant parti de la voie des stands.  
Avec 381 points et 67 unités d'avance sur son coéquipier alors qu'il ne reste que 52 points à distribuer, Lewis Hamilton fête son sixième titre mondial aux États-Unis, comme en 2015 ; Sebastian Vettel le rejoint dans la cool room pour le féliciter chaleureusement. Valtteri Bottas, avec 314 points est vice-champion du monde. Charles Leclerc (249 points), Max Verstappen (235 points) et Sebastian Vettel (230 points) restent en lice pour le gain de la troisième place. Le match pour la sixième place oppose Alexander Albon (84 points), Carlos Sainz (80 points) et Pierre Gasly (77 points) ; suivent  Daniel Ricciardo (46 points), Sergio Pérez (44 points), Lando Norris (41 points) et Nico Hülkenberg (37 points). Chez les constructeurs, derrière le champion Mercedes Grand Prix (652 points), le podium est définitif, avec la Scuderia Ferrari (479 points) suivie par Red Bull Racing (366 points). McLaren (121 points) est quasiment assuré de finir quatrième, devant Renault (83 points) ; suivent Racing Point (65 points), Toro Rosso (64 points), Alfa Romeo (35 points), Haas (28 points) et Williams (1 point)

## Pneus disponibles
| Pneus pour piste sèche | Pneus pour piste sèche | Pneus pour piste sèche | Pneus pluie    | Pneus pluie |
| ---------------------- | ---------------------- | ---------------------- | -------------- | ----------- |
| Durs (Type C2)         | Médiums (Type C3)      | Tendres (Type C4)      | Intermédiaires | Pluie       |

## Contexte avant le Grand Prix
Avec 74 points d'avance sur son coéquipier Valtteri Bottas, Lewis Hamilton n'a besoin que de quatre points pour remporter son sixième titre de champion du monde, le troisième consécutif, à un sacre du record de Michael Schumacher ; si Bottas s'impose à Austin, la huitième place lui suffira voire la neuvième en s'adjugeant le point bonus du meilleur tour en course. Si le pilote finlandais ne gagne pas, Hamilton fêtera le titre devant le public américain quel que soit son résultat. Pour gagner le championnat, Bottas doit s'imposer dans les trois courses restant au programme tandis qu'Hamilton marque moins de quatre points,,.

## Essais libres

### Première séance, le vendredi de 10 h à 11 h 30
| Pos. | Pilote           | Voiture          | Chrono         | Écart     |
| ---- | ---------------- | ---------------- | -------------- | --------- |
| 1    | Max Verstappen   | Red Bull-Honda   | 1 min 34 s 057 |           |
| 2    | Sebastian Vettel | Ferrari          | 1 min 34 s 226 | + 0 s 169 |
| 3    | Alexander Albon  | Red Bull-Honda   | 1 min 34 s 316 | + 0 s 259 |
| 4    | Pierre Gasly     | Toro Rosso-Honda | 1 min 35 s 008 | + 0 s 951 |
| 5    | Daniel Ricciardo | Renault          | 1 min 35 s 263 | + 1 s 206 |
| 6    | Romain Grosjean  | Haas-Ferrari     | 1 min 35 s 356 | + 1 s 299 |

- Nicholas Latifi, pilote-essayeur chez Williams F1 Team, remplace George Russell lors de cette séance d'essais[6],[7].

### Deuxième séance, le vendredi de 14 h à 15 h 30
| Pos. | Pilote           | Voiture        | Chrono         | Écart     |
| ---- | ---------------- | -------------- | -------------- | --------- |
| 1    | Lewis Hamilton   | Mercedes       | 1 min 33 s 232 |           |
| 2    | Charles Leclerc  | Ferrari        | 1 min 33 s 533 | + 0 s 301 |
| 3    | Max Verstappen   | Red Bull-Honda | 1 min 33 s 547 | + 0 s 315 |
| 4    | Sebastian Vettel | Ferrari        | 1 min 33 s 890 | + 0 s 658 |
| 5    | Valtteri Bottas  | Mercedes       | 1 min 34 s 045 | + 0 s 813 |
| 6    | Alexander Albon  | Red Bull-Honda | 1 min 34 s 434 | + 1 s 202 |

### Troisième séance, le samedi de 13 h à 14 h
| Pos. | Pilote           | Voiture        | Chrono         | Écart     |
| ---- | ---------------- | -------------- | -------------- | --------- |
| 1    | Max Verstappen   | Red Bull-Honda | 1 min 33 s 305 |           |
| 2    | Sebastian Vettel | Ferrari        | 1 min 33 s 523 | + 0 s 218 |
| 3    | Lando Norris     | McLaren        | 1 min 33 s 818 | + 0 s 513 |
| 4    | Valtteri Bottas  | Mercedes       | 1 min 33 s 904 | + 0 s 599 |
| 5    | Lewis Hamilton   | Mercedes       | 1 min 33 s 923 | + 0 s 618 |
| 6    | Alexander Albon  | Red Bull-Honda | 1 min 33 s 983 | + 0 s 678 |

## Séance de qualifications

### Résultats des qualifications
| Pos.                                                                                      | Pilote             | Écurie                    | Qualifications 1 | Qualifications 2 | Qualifications 3 |
| ----------------------------------------------------------------------------------------- | ------------------ | ------------------------- | ---------------- | ---------------- | ---------------- |
| 1                                                                                         | Valtteri Bottas    | Mercedes                  | 1 min 33 s 750   | 1 min 33 s 160   | 1 min 32 s 029   |
| 2                                                                                         | Sebastian Vettel   | Ferrari                   | 1 min 33 s 766   | 1 min 32 s 782   | 1 min 32 s 041   |
| 3                                                                                         | Max Verstappen     | Red Bull-Honda            | 1 min 33 s 549   | 1 min 33 s 120   | 1 min 32 s 096   |
| 4                                                                                         | Charles Leclerc    | Ferrari                   | 1 min 33 s 988   | 1 min 32 s 760   | 1 min 32 s 137   |
| 5                                                                                         | Lewis Hamilton     | Mercedes                  | 1 min 33 s 454   | 1 min 33 s 045   | 1 min 32 s 321   |
| 6                                                                                         | Alexander Albon    | Red Bull-Honda            | 1 min 33 s 984   | 1 min 32 s 898   | 1 min 32 s 548   |
| 7                                                                                         | Carlos Sainz Jr.   | McLaren-Renault           | 1 min 33 s 916   | 1 min 33 s 422   | 1 min 32 s 847   |
| 8                                                                                         | Lando Norris       | McLaren-Renault           | 1 min 33 s 353   | 1 min 33 s 316   | 1 min 33 s 175   |
| 9                                                                                         | Daniel Ricciardo   | Renault                   | 1 min 33 s 835   | 1 min 33 s 608   | 1 min 33 s 488   |
| 10                                                                                        | Pierre Gasly       | Toro Rosso-Honda          | 1 min 33 s 556   | 1 min 33 s 715   | 1 min 33 s 601   |
| 11                                                                                        | Nico Hülkenberg    | Renault                   | 1 min 34 s 092   | 1 min 33 s 815   |                  |
| 12                                                                                        | Kevin Magnussen    | Haas-Ferrari              | 1 min 33 s 812   | 1 min 33 s 979   |                  |
| 13                                                                                        | Daniil Kvyat       | Toro Rosso-Honda          | 1 min 34 s 138   | 1 min 33 s 989   |                  |
| 14                                                                                        | Lance Stroll       | Racing Point-BWT Mercedes | 1 min 33 s 921   | 1 min 34 s 100   |                  |
| 15                                                                                        | Romain Grosjean    | Haas-Ferrari              | 1 min 34 s 161   | 1 min 34 s 158   |                  |
| 16                                                                                        | Antonio Giovinazzi | Alfa Romeo-Ferrari        | 1 min 34 s 226   |                  |                  |
| 17                                                                                        | Kimi Räikkönen     | Alfa Romeo-Ferrari        | 1 min 34 s 369   |                  |                  |
| 18                                                                                        | George Russell     | Williams-Mercedes         | 1 min 35 s 372   |                  |                  |
| 19                                                                                        | Sergio Pérez       | Racing Point-BWT Mercedes | 1 min 35 s 808   |                  |                  |
| 20                                                                                        | Robert Kubica      | Williams-Mercedes         | 1 min 35 s 889   |                  |                  |
| Temps minimal à réaliser pour la qualification : 1 min 39 s 888 (107 % de 1 min 33 s 353) |                    |                           |                  |                  |                  |

### Grille de départ
- À l'issue de la deuxième séance d'essais libres, Sergio Pérez est pénalisé par l'obligation de s'élancer depuis la voie des stands  pour ne pas avoir obtempéré à l'ordre de passer à la pesée, une procédure obligatoire quel que soit le moment de la convocation[11],[12],[13].

## Course

### Classement de la course
| Pos. | no | Pilote             | Écurie                    | Tours | Temps/Abandon                      | Grille  | Points |
| ---- | -- | ------------------ | ------------------------- | ----- | ---------------------------------- | ------- | ------ |
| 1    | 77 | Valtteri Bottas    | Mercedes                  | 56    | 1 h 33 min 55 s 653 (197,006 km/h) | 1       | 25     |
| 2    | 44 | Lewis Hamilton     | Mercedes                  | 56    | + 4 s 148                          | 5       | 18     |
| 3    | 33 | Max Verstappen     | Red Bull-Honda            | 56    | + 5 s 002                          | 3       | 15     |
| 4    | 16 | Charles Leclerc    | Ferrari                   | 56    | + 52 s 239                         | 4       | 12 + 1 |
| 5    | 23 | Alexander Albon    | Red Bull-Honda            | 56    | + 1 min 18 s 038                   | 6       | 10     |
| 6    | 3  | Daniel Ricciardo   | Renault                   | 56    | + 1 min 30 s 366                   | 9       | 8      |
| 7    | 4  | Lando Norris       | McLaren-Renault           | 56    | + 1 min 30 s 746                   | 8       | 6      |
| 8    | 55 | Carlos Sainz Jr.   | McLaren-Renault           | 55    | + 1 tour                           | 7       | 4      |
| 9    | 27 | Nico Hülkenberg    | Renault                   | 55    | + 1 tour                           | 11      | 2      |
| 10   | 11 | Sergio Pérez       | Racing Point-BWT Mercedes | 55    | + 1 tour                           | Pitlane | 1      |
| 11   | 7  | Kimi Räikkönen     | Alfa Romeo-Ferrari        | 55    | + 1 tour                           | 17      |        |
| 12   | 26 | Daniil Kvyat       | Toro Rosso-Honda          | 55    | + 1 tour (dont 5 s de pénalité)    | 13      |        |
| 13   | 18 | Lance Stroll       | Racing Point-BWT Mercedes | 55    | + 1 tour                           | 14      |        |
| 14   | 99 | Antonio Giovinazzi | Alfa Romeo-Ferrari        | 55    | + 1 tour                           | 16      |        |
| 15   | 8  | Romain Grosjean    | Haas-Ferrari              | 55    | + 1 tour                           | 15      |        |
| 16   | 10 | Pierre Gasly       | Toro Rosso-Honda          | 54    | Suspension                         | 10      |        |
| 17   | 63 | George Russell     | Williams-Mercedes         | 54    | + 2 tours                          | 17      |        |
| 18   | 20 | Kevin Magnussen    | Haas-Ferrari              | 52    | Freins                             | 12      |        |
| Abd. | 88 | Robert Kubica      | Williams-Mercedes         | 31    | Fuite d'huile                      | 19      |        |
| Abd. | 5  | Sebastian Vettel   | Ferrari                   | 7     | Suspension                         | 2       |        |

### Pole position et record du tour
- Pole position :  Valtteri Bottas (Mercedes) en 1 min 32 s 029 (215,658 km/h)[15].
- Meilleur tour en course :  Charles Leclerc (Ferrari) en 1 min 36 s 169 (206,374 km/h) au quarante-quatrième tour ; quatrième de l'épreuve, il remporte le point bonus associé au meilleur tour en course[16].

### Tours en tête
- Valtteri Bottas (Mercedes) : 31 tours (1-14 / 24-35 / 52-56)[17]
- Lewis Hamilton (Mercedes) : 25 tours (15-23 / 36-51)

## Classements généraux à l'issue de la course
| Pos.     | Pilote             | Écurie                    | Points |
| -------- | ------------------ | ------------------------- | ------ |
| Champion | Lewis Hamilton     | Mercedes                  | 381    |
| 2        | Valtteri Bottas    | Mercedes                  | 314    |
| 3        | Charles Leclerc    | Ferrari                   | 249    |
| 4        | Max Verstappen     | Red Bull-Honda            | 235    |
| 5        | Sebastian Vettel   | Ferrari                   | 230    |
| 6        | Alexander Albon    | Red Bull-Honda            | 84     |
| 7        | Carlos Sainz Jr.   | McLaren-Renault           | 80     |
| 8        | Pierre Gasly       | Toro Rosso-Honda          | 77     |
| 9        | Daniel Ricciardo   | Renault                   | 46     |
| 10       | Sergio Pérez       | Racing Point-BWT Mercedes | 44     |
| 11       | Lando Norris       | McLaren-Renault           | 41     |
| 12       | Nico Hülkenberg    | Renault                   | 37     |
| 13       | Daniil Kvyat       | Toro Rosso-Honda          | 34     |
| 14       | Kimi Räikkönen     | Alfa Romeo-Ferrari        | 31     |
| 15       | Lance Stroll       | Racing Point-Mercedes     | 21     |
| 16       | Kevin Magnussen    | Haas-Ferrari              | 20     |
| 17       | Romain Grosjean    | Haas-Ferrari              | 8      |
| 18       | Antonio Giovinazzi | Alfa Romeo-Ferrari        | 4      |
| 19       | Robert Kubica      | Williams-Mercedes         | 1      |

| Pos.     | Écurie                    | Points |
| -------- | ------------------------- | ------ |
| Champion | Mercedes                  | 695    |
| 2        | Ferrari                   | 479    |
| 3        | Red Bull-Honda            | 366    |
| 4        | McLaren-Renault           | 121    |
| 5        | Renault                   | 83     |
| 6        | Racing Point-BWT Mercedes | 65     |
| 7        | Toro Rosso-Honda          | 64     |
| 8        | Alfa Romeo-Ferrari        | 35     |
| 9        | Haas-Ferrari              | 28     |
| 10       | Williams-Mercedes         | 1      |

## Statistiques
Le Grand Prix des États-Unis 2019 représente :
- la 11e pole position de Valtteri Bottas, sa cinquième de la saison[20] ;
- la 7e victoire de Valtteri Bottas, sa quatrième de la saison[21] ;
- la 101e victoire de Mercedes Grand Prix en tant que constructeur[22] ;
- la 187e victoire de Mercedes en tant que motoriste[23] ;
- le 53e doublé de Mercedes, le neuvième de la saison[24].
- le 100e départ en Grand Prix pour Kevin Magnussen, Carlos Sainz Jr. et Max Verstappen[25],[26],[27] ;
- le 1000e Grand Prix du championnat du monde à compter au moins un pilote britannique au départ[28].

Au cours de ce Grand Prix :
- Lewis Hamilton remporte son troisième titre consécutif de champion du monde et porte son palmarès à six titres acquis en 2008, 2014, 2015, 2017, 2018 et 2019 ; il dépasse désormais Juan Manuel Fangio et reste à un sacre du record de Michael Schumacher[29] ;
- Lewis Hamilton obtient son 150e podium en Formule 1[30] ;
- Sebastian Vettel s'élance pour la 100e fois de la première ligne[31] ;
- Max Verstappen passe la barre des 900 points inscrits en Formule 1 (905 points inscrits)[32] ;
- Alexander Albon est élu « Pilote du jour » à l'issue d'un vote organisé sur le site officiel de la Formule 1[33],[34] ;
- Derek Warwick (146 départs en Grands Prix entre 1981 et 1993, quatre podiums, 71 points inscrits) est nommé conseiller par la FIA pour aider dans leurs jugements le groupe des commissaires de course[35].